# Nododelphinula
Nododelphinula is een geslacht van uitgestorven weekdieren uit de klasse van de Gastropoda (slakken). Exemplaren van dit geslacht zijn slechts als fossiel bekend.

## Soort
- Nododelphinula buckmani (Morris & Lycett, 1850) †